# Union syndicale suisse
L'Union syndicale suisse (USS) est la première organisation faîtière des syndicats suisses. Ses 19 fédérations syndicales regroupent environ 315’790 membres.
L'USS a été fondée en 1880. Son siège est à Berne. Elle est membre de Confédération syndicale internationale et de la Confédération européenne des syndicats.
Traditionnellement l'USS est proche du Parti socialiste suisse, mais ses statuts en font une organisation neutre du point de vue confessionnel et indépendante des partis politiques.

## Histoire

### XIXesiècle
L'USS est fondée le 7 novembre 1880, à Olten, lorsque la Fédération ouvrière suisse décide de se dissoudre pour créer une organisation uniquement syndicale.
À sa fondation, elle doit faire face aux fédérations syndicales de branches et aux unions ouvrières régionales. Ce n'est qu'en 1891, lorsque la gestion de la Caisse suisse de réserve en cas de grève lui est confiée, qu'elle voit sa position renforcée. Les fédérations de branches, jusque-là indépendantes, s'affilièrent ensuite à l'USS en nombre.
En 1896, le congrès de l'USS décide de la doter d'un secrétariat permanent et en 1900 il affirme le principe de neutralité confessionnelle et d'indépendance politique.

### XXesiècle
L'Union suisse des ouvrières rejoint l'USS, dans les années 1904-1908.
C'est en 1908, avec sa réorganisation, que l'USS trouve sa structure actuelle. Elle est ainsi composée de fédérations professionnelles autonomes et d'Unions ouvrières cantonales.
Dès 1909, et jusqu'en 1994, elle publie la Revue syndicale suisse.
En 1927, les statuts sont révisés et l'article relatif à la lutte des classes est abrogé.
De 1920 à 1950, plusieurs institutions sont mises en place, en collaboration avec d'autres mouvements proches de l'USS :
- La Banque centrale coopérative (Aujourd'hui Banque Cler), en partenariat avec l'Union suisse des coopératives (Aujourd'hui la Coop), en 1927.
- L'Œuvre suisse d'entraide ouvrière (OSES) avec le Parti socialiste suisse, en 1936.
- L'École syndicale suisse (aujourd'hui Movendo), en 1946.

### XXIesiècle
Durant toute son histoire, en collaboration avec ses fédérations et les partis et associations de la gauche politique suisse, l'USS a été l'incitatrice de nombreuses initiatives populaires, dont le but était l'amélioration de la condition ouvrière. Après avoir remporté des référendums, l'USS gagne sa première initiative en 2024. Lors des votations fédérales de mars 2024, l'initiative pour une 13e rente AVS est acceptée par une majorité de la population.

## Présidence
- 1884-1886 : Ludwig Witt
- 1886-1886 : Johann Kappes
- 1886-1888 : Ludwig Witt
- 1888-1888 : Albert Spiess
- 1888-1890 : Georg Preiss
- 1890-1891 : Rudolf Morf
- 1891-1893 : Conrad Conzett
- 1893-1894 : Eduard Hungerbühler
- 1894-1896 : Eduard Keel
- 1896-1898 : Lienhard Boksberger
- 1898-1900 : Alois Kessler
- 1900-1902 : Heinrich Schnetzler
- 1902-1903 : Niklaus Bill
- 1903-1908 : Karl Zingg
- 1909-1912 : Emil Ryser (Fédération ouvrière horlogère/FOH)
- 1912-1934 : Oskar Schneeberger (Fédération suisse des ouvriers sur métaux/FOM, puis FTMH)
- 1934-1953 : Robert Bratschi (SEV)
- 1954-1958 : Arthur Steiner (FTMH)
- 1958-1968 : Hermann Leuenberger (FCTA)
- 1969-1973 : Ernst Wütrich (FTMH)
- 1973-1978 : Ezio Canonica (FOBB)
- 1978-1982 : Richard Müller (UPTT)
- 1982-1990 : Fritz Reimann (FTMH)
- 1990-1994 : Walter Renschler (SSP)
- 1994-1998 : Christiane Brunner (FTMH) et Vasco Pedrina (SIB)
- 1998-2019 : Paul Rechsteiner
- Depuis 2019 : Pierre-Yves Maillard

## Syndicats membres

### Membres de plein droit
| Syndicat                                                    | Sigle         | Fondation | Effectifs en 2020 | Remarques |
| ----------------------------------------------------------- | ------------- | --------- | ----------------- | --- |
| Unia                                                        | Unia          | 2005      | 182 716           | Représente près de la moitié des membres de l'USS - Issu de la fusion du SIB de la FTMH et de la FCTA                        |
| Syndicat du personnel des transports                        | SEV           | 1919      | 38 082            | |
| Syndicat des services publics                               | SSP           | 1920      | 33 874            | |
| Syndicom                                                    | Syndicom      | 2010      | 30 181            | Issu de la fusion de Comedia et du Syndicat de la communication                                                              |
| Association du personnel de la Confédération                | APC           | 1912      | 8 248             | |
| Association suisse des employés de banque                   | ASEB          | 1918      | 7 341             | |
| Avenir Social                                               | Avenir Social | 2005      | 3 754             | |
| Société suisse de pédagogie musicale                        | SSPM          | 1893      | 2 683             | |
| Syndicat du personnel des douanes et des gardes-frontière   | garaNto       | 2001      | 2 971             | Issu de la fusion entre l'Association suisse des fonctionnaires aux douanes et la Fédération suisse du personnel des douanes |
| Syndicat suisse des mass media                              | SSM           | 1974      | 2 872             | |
| Kapers                                                      | Kapers        | 1971      | 2 995             | |
| Union suisse des artistes musiciens                         | USDAM         | 1914      | 1 713             | |
| Nautilus international                                      | Nautilus      | 2011      | 649               | |
| easyJet Switzerland Pilots Association                      | ESPA          | 2010      | 293               | |
| New Wood – Syndicat du personnel des Nations unies (Genève) | New Wood      | 1998      | 23                | |

### Membres associés
| Syndicat                                                     | Sigle       | Fondation | Effectifs en 2020 | Remarques |
| ------------------------------------------------------------ | ----------- | --------- | ----------------- | --- |
| Syndicat interprofessionnel de travailleuses et travailleurs | SIT         | 1923      | 9 518             | Actif uniquement dans le canton de Genève                                                                                                   |
| Association des professionnels des arts de la scène          | ScèneSuisse | 2020      | 1 236             | Issu de la fusion de l’Association suisse des artistes du spectacle vivant (SBKV) et de la Teatri Associati della Scena Indipendente (TASI) |

### Membres observateurs
| Syndicat                                         | Sigle     | Fondation | Effectifs en 2020 | Remarques |
| ------------------------------------------------ | --------- | --------- | ----------------- | --------- |
| Impressum - Les journalistes suisses             | Impressum | 1883      | 4 500             |           |
| Association suisse des infirmières et infirmiers | ASI       | 1910      | 25 000            |           |
| Employés du secteur public Suisse                | ZV        | 1914      | 20 000            |           |

## Publications
- Roland Ruffieux, Un siècle d'Union syndicale suisse, 1880-1980, Office du livre (Fribourg), 1980. Cet ouvrage contient de nombreuses contributions sur divers aspects du syndicalisme en Suisse.
- Christian Bruchez, Patrick Mangold et Jean Christophe Schwaab, Commentaire du contrat de travail, 4e édition, éditions Réalités sociales (Lausanne), 2019  (ISBN 978-2-88146-153-8).